# Вінченцо Марія Коронеллі
 Вінче́нцо Марі́я Короне́ллі (італ. Vincenzo Maria Coronelli) (1650 — 1718) — венеціанський історик і географ, генерал ордену Францисканців, займався головним чином космографією.

## Карти України
У 1690 р. Вінченцо Марія Коронеллі видав карту «L'Asie selon les memoires les plus nouveaux dressée». Правобережжя і Лівобережжя з Києвом позначені як «VKRAINE ou PAYS DES COSAQUES» (Вкраїна або Країна козаків). Назва «OKRAINA» (Окраіна) вжито стосовно Задоння і Рязанщини — московського порубіжжя. Московська (MOSCOVIE) Окраїна до України не має жодного відношення, і, навпаки, Козацька Україна не визначається як чиясь окраїна чи креси (KRESY). Гравер карти — француз Жан-Батист Нулен (Jean-Baptiste Nolin; 1657—1708). Мав звання гравера у французького короля Людовика XIV (1638—1715) та географа у герцога Орлеанського (1674—1723). Для Людовика XIV виготовив земний і небесний глобуси, які досі зберігаються в Паризькій національній бібліотеці.